# جورج فریدل
جورج فریدل (انگلیسی: Georg Friedel; ۶ سپتامبر ۱۹۱۳ – ۱ ژوئن ۱۹۸۷) بازیکن فوتبال اهل آلمان بود.
از باشگاه‌هایی که در آن بازی کرده‌است می‌توان به باشگاه فوتبال نورنبرگ اشاره کرد.
وی همچنین در تیم ملی فوتبال آلمان بازی کرده‌است.